# Viz Media
VIZ Media, LLC  è una casa editrice statunitense con sede a San Francisco e Los Angeles. È il maggiore editore di manga, anime, pseudoanime statunitensi e giapponesi insieme alla ShoPro Entertainment. La società è conosciuta anche con il nome di VIZ.

## Riviste
- Animerica (discontinuo)
- Animerica Extra (discontinuo)
- Game On! USA (discontinuo)
- Manga Vizion (discontinuo)
- Pulp (discontinuo)
- Shojo Beat
- Shonen Jump USA
- Free Animerica (seconda versione di Animerica)

## Manga e anime
- 2001 Nights
- 20th Century Boys
- 666 Satan
- A, A Prime
- Absolute Boyfriend
- La storia dei tre Adolf
- Aishiteruze Baby
- Alice 19th
- Angel Sanctuary
- Area 88
- Baby and Me
- Backstage Prince
- Banana Fish
- Baoh
- Basara
- Bastard!!
- Battle Angel Alita
- Battle Angel Alita: Last Order
- Beastars
- Beauty Pop
- Beauty is the Beast
- Beet the Vandel Buster
- Benkei in New York
- Beyblade
- The Big O
- Black Cat
- Black Jack
- Bleach
- Blood: The Last Vampire
- Blue Dragon
- Bobobo-bo Bo-bobo
- Buso Renkin
- Detective Conan
- The Cat Returns
- Ceres, Celestial Legend
- Cheeky Angel
- Claymore
- Cobra
- Crimson Hero
- Crying Freeman
- D.Gray-man
- Death Note
- Descendants of Darkness
- Di Gi Charat
- Dolls
- Doubt!!
- Dr. Slump
- Dragon Ball
- Dragon Ball Z
- Dragon Drive
- The Drifting Classroom
- Eagle: The Making of an Asian-American President
- Eat-Man
- El Hazard
- Excel Saga
- Eyeshield 21
- Fairy Cube
- Fall in Love Like a Comic!
- Fist of the North Star
- Flame of Recca
- Four Shōjo Stori
- Full Moon wo sagashite
- Fullmetal Alchemist
- Fushigi yûgi
- Fushigi yûgi Special
- Galaxy Express 999
- Ginta Toramizu
- Gintama
- Godchild
- Gokurakugai
- Golgo 13
- Grey
- Gundam
- Gyo
- Hana-Kimi
- Hanayori Dango
- Happy Hustle High
- Hayate the Combat Butler
- Here is Greenwood
- Hikaru no Go
- Honey and Clover
- Hot Gimmick
- Hunter × Hunter
- I"s
- Imadoki!
- InuYasha
- Le bizzarre avventure di JoJo
- Kamikaze Girls
- Kanata kara
- Kare First Love
- Kaze Hikaru
- Kekkaishi
- Kilari
- Kiniro no Corda
- Magica Doremí
- Mai, the Psychic Girl
- The Law of Ueki
- Legendz
- Lovely Complex
- MÄR
- Magical Pokémon Journey
- Maison Ikkoku
- Medarot
- MegaMan NT Warrior
- Mermaid Saga
- MeruPuri
- Midori Days
- Millennium Snow
- Mirmo!
- Mobile Suit Gundam Wing
- Monster
- Nana
- Nana 2
- Naruto
- Nausicaä della Velle del Vento
- Neon Genesis Evangelion
- Ogre Slayer
- One Piece
- One-Pound Gospel
- Ore monogatari!!
- Ouran High School Host Club
- Owari no Seraph
- Patlabor
- Phoenix
- Please Save My Earth
- Pokémon - La grande avventura
- Pokémon Mystery Dungeon: Ginji's Rescue Team
- Pokémon: The Electric Tale of Pikachu
- Le Superchicche
- Pretty Face
- The Prince of Tennis
- American Team (Prince of Tennis)
- Punch!
- RahXephon
- Ranma ½
- Read or Die
- Reborn!
- Red River
- Rooster Fighter
- Utena la fillette révolutionnaire
- Rumic Theater
- Rumic World
- Rurouni Kenshin
- RWBY
- Saikano
- Sailor Moon Crystal
- Sailor Moon
- Saint Seiya
- Sanctuary
- Sand Chronicles
- Sand Land
- Sexy Voice and Robo
- Shakugan no Shana
- Shaman King
- Short Cuts
- Short Program
- Show-ha Shoten!
- Silent Möbius
- Skip Beat!
- Socrates in Love
- Special A
- Spriggan
- Spy x Family
- Steam Detectives
- Steamboy
- Strain
- Ichigo 100%
- Tail of the Moon
- Chi ha bisogno di Tenchi?
- The Gentlemen's Alliance
- Togari
- Tokyo Boys & Girls
- Trouble Chocolate
- Tuxedo Gin
- Ultimate Muscle
- Ultra Maniac
- Urusei Yatsura
- Uzumaki
- Vagabond
- Vampire Knight
- Video Girl Ai
- W Juliet
- Wedding Peach
- Whistle! (manga da cui è stato tratto l'anime conosciuto in italiano come Dream Team)
- Wolf's Rain
- Yakitate!! Japan
- Yashahime: Princess Half-Demon
- Yu-Gi-Oh!
- Yu-Gi-Oh! GX
- YuYu Hakusho
- Yume Kira Dream Shoppe
- Yurara
- Zatch Bell!
- Zoids
- Zombie Powder

## Loghi

Logo utilizzato fino al 2017.
Logo in uso dal 2017.